# سیارک ۲۰۶۴۶
سیارک ۲۰۶۴۶ (به انگلیسی: 20646 Nikhilgupta، نامگذاری:1999TM150) بیست هزار و ششصد و چهل و ششمین سیارک کشف شده‌است که در ۷ اکتبر ۱۹۹۹ کشف شد.
قدر مطلق سیارک برابر ۱۲.۳ است.